# Sandweiler
Sandweiler è un comune del Lussemburgo meridionale. Fa parte del cantone di Lussemburgo, nel distretto omonimo. 
A fine 2005, la cittadina di Sandweiler, capoluogo del comune che si trova nella parte sud-occidentale del suo territorio, aveva una popolazione di 3 033 abitanti. L'altra località che fa capo al comune è Findel.
Si trova ad est della capitale nei pressi dell'unico aeroporto del paese, l'aeroporto di Lussemburgo-Findel. Ospita anche un cimitero militare tedesco. Un cimitero militare statunitense è altresì ospitato ad Hamm (comune di Lussemburgo), nei pressi del confine con Sandweiler, dove sono sepolti oltre 5 000 soldati statunitensi, tra cui il generale George Patton.

## Storia

### Simboli
Lo stemma è stato ufficialmente concesso il 5 gennaio 1983.
Vi sono rappresentate le fasce dei primi conti di Lussemburgo che possedevano il villaggio fin dall'XI secolo; la croce nera fa riferimento alle diverse abbazie (Munster e Verdun), che avevano possedimenti nell'area. L'aeroplano simboleggia l'aeroporto di Lussemburgo-Findel che si trova all'interno del territorio comunale.